# عدنان بن عبد الله المزروع
الدكتور عدنان بن عبد الله بن سليمان المزروع (6 مارس 1954) مدير جامعة طيبة سابقًا (2012م حتى 2016م)، من مواليد 1 رجب 1373 هـ في مكة المكرمة، تولى إدارة جامعة طيبة منذ 27 ربيع الآخر 1433 هـ الموافق 20 مارس 2012 م.

## المؤهلات
- بكالوريوس الطب والجراحة جامعة القاهرة.
- دبلوم التخدير.
- الزمالة الأردنية.
- زمالة كلية التخدير الملكية
- شهادة الأطباء التنفيذيين من الكلية الأمريكية

## الخبرة العملية
- وكيل جامعة الملك عبد العزيز
- استشاري تخدير، مستشفى جامعة الملك عبد العزيز
- أستاذ مشارك، جامعة الملك عبد العزيز، كلية الطب
- عميد كلية الطب في جامعة الملك عبد العزيز
- وكيل كلية الطب ومدير مستشفى جامعة الملك عبد العزيز
- رئيس قسم التخدير والعناية المركزة

## الدورات التدريبية
- ورشة عمل في القيادة الإستراتيجية من منظمة القيادة الدولية
- ورشة عمل في الشخصية الإنتاجية الفعالة
- ورشة عمل في تقييم الكفاءة الإدارية
- ورشة عمل في الطرق الحديثة في التعليم الطبي سنغافورة
- ورشة عمل في التحديات الإستراتيجية في التخطيط والتنفيذ
- ورشة عمل في المهارات الإدارية للقيادات الأكاديمية
- ورشة عمل في تصميم وتطوير المستشفيات
- ورشة عمل في إدارة خدمة الرعاية الصحية
- دورة تدريبية من الكلية الأمريكية للأطباء التنفيذيين
- المعهد الصيفي الكلية الأمريكية للأطباء التنفيذيين

## الجمعيات العلمية
- عضو الكلية الأمريكية للأطباء التنفيذيين
- عضو الجمعية الأوروبية لعلم التخدير- بريطانيا العظمى وأيرلندا
- عضو مؤسس للجمعية العربية للإدارة المستشفيات
- نائب رئيس مجلس إدارة الجمعية السعودية للتخدير
- عضو الجمعية الأوروبية التخدير
- عضو الجمعية الأوربية للتعلم الطبي
- عضو الجمعية السعودية لطب الأسرة

## منصبه الحالي
مدير عام جامعة طيبة في المدينة المنورة منذ 27 ربيع الآخر 1433 هـ الموافق 20 مارس 2012 م حتى 2016.